# پنولا، استرالیای جنوبی
پنولا (به انگلیسی: Penola) یک شهرک در استرالیا است که در استرالیای جنوبی واقع شده‌است.